# Strumaria
Strumaria is een geslacht uit de narcisfamilie (Amaryllidaceae). De soorten komen voor in Zuid-Afrika.

## Soorten
- Strumaria aestivalis Snijman
- Strumaria argillicola G.D.Duncan
- Strumaria barbarae Oberm.
- Strumaria bidentata Schinz
- Strumaria chaplinii (W.F.Barker) Snijman
- Strumaria discifera Marloth ex Snijman
- Strumaria gemmata Ker Gawl.
- Strumaria hardyana D.Müll.-Doblies & U.Müll.-Doblies
- Strumaria karooica (W.F.Barker) Snijman
- Strumaria karoopoortensis (D.Müll.-Doblies & U.Müll.-Doblies) Snijman
- Strumaria leipoldtii (L.Bolus) Snijman
- Strumaria luteoloba Snijman
- Strumaria massoniella (D.Müll.-Doblies & U.Müll.-Doblies) Snijman
- Strumaria merxmuelleriana (D.Müll.-Doblies & U.Müll.-Doblies) Snijman
- Strumaria perryae Snijman
- Strumaria phonolithica Dinter
- Strumaria picta W.F.Barker
- Strumaria prolifera Snijman
- Strumaria pubescens W.F.Barker
- Strumaria pygmaea Snijman
- Strumaria salteri W.F.Barker
- Strumaria speciosa Snijman
- Strumaria spiralis (L'Hér.) W.T.Aiton
- Strumaria tenella (L.f.) Snijman
- Strumaria truncata Jacq.
- Strumaria unguiculata (W.F.Barker) Snijman
- Strumaria villosa Snijman
- Strumaria watermeyeri L.Bolus

... · 
Acis · 
Amaryllis · 
Boophone · 
Clivia · 
Crinum (Haaklelie) · 
Galanthus (Sneeuwklokje) · 
Hippeastrum · 
Hymenocallis · 
Leucojum (Narcisklokje) · 
Narcissus (Narcis) · 
Pancratium · 
Scadoxus · 
Sprekelia · 
Sternbergia · 
...